# 開墾
开垦是指之前为荒地，后经人工开拓成为耕地

## 开垦条件

### 法律要求（前提）
- 需要与村委会签订承包合同
- 需要依法登记并取得土地承包经营许可权证等证件

### 土地要求
- 所要开垦的土地不属于林地，草地或其他保护地的任何一种土地
- 土地不存在土地纷争，不侵犯其他农民的合法利益
- 开垦行为得到集体认可

## 环境破坏

### 水土流失
过度开垦荒地会造成水土流失，引发其他自然灾害

### 动植物伤害
过度开垦会影响动物栖息地以及动物食物来源，导致物种减少或灭绝。并且影响植物的繁衍和生长。

### 全球环境
过度开垦会造成森林消失，进而影响空气中二氧化碳含量，引起全球暖化及臭氧层破坏 